# Tomas Danilevičius
Tomas Danilevičius (Klaipėda, 18 de julho de 1978) é um ex-futebolista lituano, que atuava na posição de atacante, e ex-presidente da Federação Lituana de Futebol.

## Carreira
Danilevičius deu seus primeiros passos no futebol jogando pelo FK Atlantas, antes de se mudar para o Club Brugge K.V., Bélgica. Ele fez sua estreia na Liga Europa da UEFA em 3 de dezembro de 1996 no jogo Fußball-Club Gelsenkirchen-Schalke 04 contra o Club Brugge K.V. (2-0), válido pelo jogo de volta da segunda rodada da competição.[carece de fontes?]
Mais tarde, passou primeiro na Rússia pelo FC Dinamo Moscovo e, em seguida, em Football Club Lausanne Sports, na Suíça. Enquanto estava no Arsenal, ele marcou em um jogo de pré-temporada contra o FC Barcelona.
Em 2000, ele chega ao Arsenal Football Club de Arsène Wenger. Ele estreou no Gunners em 30 de dezembro de 2000 contra o Sunderland (2-2), substituindo a 34 minutos do segundo tempo no lugar de Thierry Henry. [carece de fontes?]
Ele foi assinado pelo Bologna em janeiro de 2007 em um acordo de copropriedade por 2 milhões de euros. Depois de um ano em Bolonha, ele assinou um contrato de empréstimo de seis meses com Grosseto antes de retornar ao Livorno em junho de 2008 por uma taxa de transferência de 400 mil de euros e um contrato de quatro anos.[carece de fontes?]
Em 2011, Danilevičius foi contratado pelo SS Juve Stabia por transferência gratuita.[carece de fontes?]
No resto de sua carreira passou por diversos times no futebol italiano, tendo certo sucesso no Livorno.[carece de fontes?]

## Carreira internacional
Danilevičius foi internacional 72 vezes pela seleção da Lituânia. Em setembro de 2009, ele marcou 19 gols em 72 partidas pela Lituânia, tornando-se o maior artilheiro de todos os tempos.